# Pellenes peninsularis
Pellenes peninsularis är en spindelart som beskrevs av James Henry Emerton 1925. Pellenes peninsularis ingår i släktet Pellenes och familjen hoppspindlar. Inga underarter finns listade i Catalogue of Life.